# Acuerdo de Tianjin
El Acuerdo de Tianjin o Convención de Li-Fournier, firmado el 11 de mayo de 1884, tenía como objetivo resolver una guerra no declarada entre Francia y China por la soberanía de Tonkín (norte de Vietnam). La convención, negociada por Li Hongzhang por China y el capitaine de vaisseau François-Ernest Fournier por Francia, preveía la retirada de las tropas chinas de Tonkín a cambio de un tratado integral que arreglaría los detalles del comercio entre Francia y China y prevería la demarcación de su disputada frontera con Vietnam.

## Antecedentes

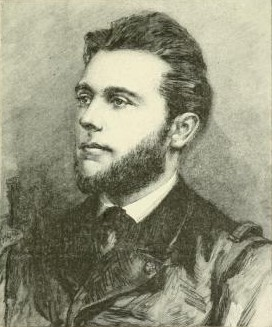
François-Ernest Fournier.

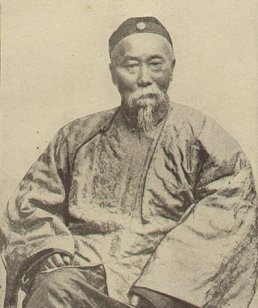
Li Hongzhang.

La oposición china a los esfuerzos franceses para imponer un protectorado en Tonkín provocó el estallido de una guerra no declarada entre Francia y China a fines de 1883. Las tropas chinas lucharon junto al Ejército de la Bandera Negra de Liu Yung-fu durante la Campaña de Sơn Tây (diciembre de 1883). Aunque la captura de Son Tay por parte del almirante Courbet allanó el camino para la eventual conquista francesa de Tonkín, los franceses ahora tenían que lidiar con la oposición abierta de China y del Ejército de la Bandera Negra. Habiendo agotado los esfuerzos diplomáticos para persuadir a los chinos de que retiraran sus ejércitos de Tonkín, el gobierno francés autorizó un ataque del general Charles Millot a la fortaleza de Bac Ninh, ocupada desde el otoño de 1882 por el ejército chino de Guangxi. En marzo de 1884, en la campaña de Bắc Ninh, Millot derrotó al ejército de Guangxi y capturó Bắc Ninh.
La derrota china en Bac Ninh, casi inmediatamente después de la caída de Sơn Tây, fortaleció la mano del elemento moderado en el gobierno chino y desacreditó temporalmente al partido extremista purista dirigido por Zhang Zhidong, que estaba agitando por una guerra a escala total contra Francia. Otros éxitos franceses en la primavera de 1884, incluida la captura de Hưng Hóa y Thái Nguyên, convencieron a la emperatriz Cixi de que China debería llegar a un acuerdo, y en mayo se llegó a un acuerdo entre Francia y China. Las negociaciones tuvieron lugar en Tianjin (Tientsin). Li Hongzhang, el líder de los moderados chinos, representó a China; y el capitán François-Ernest Fournier, comandante del crucero francés Volta, representó a Francia. El Acuerdo de Tianjin, concluido el 11 de mayo de 1884, preveía la retirada de las tropas chinas de Tonkín a cambio de un tratado integral que resolviera los detalles del comercio entre Francia y China y dispusiera la demarcación de su disputada frontera con Vietnam.

## Acuerdo (traducción)
Artículo I: Francia se compromete a respetar y proteger contra la agresión de cualquier nación, bajo cualquier circunstancia, las fronteras del sur de China que limitan con Tonkín.
Artículo II: El Imperio Celestial, tranquilizado por las garantías formales de buena vecindad otorgadas por Francia en cuanto a la integridad y seguridad de las fronteras del sur de China, se compromete a: (1) retirar inmediatamente a sus fronteras las guarniciones chinas en Tonkin ; y (2) respetar, ahora y en el futuro, los tratados directamente concluidos, o por celebrar, entre Francia y la Corte de Hue.
Artículo III: En reconocimiento de la actitud conciliadora del Gobierno del Celeste Imperio, y como tributo a la sabiduría patriótica de Su Excelencia Li Hung-chang, el negociador de esta convención, Francia renuncia a su demanda de indemnización de China. A cambio, China se compromete a permitir, en toda la extensión de sus fronteras meridionales fronterizas con Tonkín, el libre tráfico de mercancías entre Annam y Francia por una parte y China por otra, que se regulará mediante un tratado comercial y aduanero, que redactarse con el espíritu más conciliador por parte de los negociadores chinos y en las condiciones más ventajosas posibles para el comercio francés.
Artículo IV: El gobierno francés se compromete a no emplear ninguna expresión que pueda denigrar el prestigio del Celeste Imperio en la redacción del tratado definitivo que en breve firmará con Annam, que derogará los tratados existentes respecto a Tonkín.
Artículo V: Una vez firmada la presente convención, los dos Gobiernos nombrarán sus plenipotenciarios, los cuales se reunirán dentro de tres meses para elaborar los detalles de un tratado definitivo sobre las bases establecidas por los artículos anteriores.
De conformidad con los usos diplomáticos, el texto francés será vinculante.
Hecho en Tientsin el 11 de mayo de 1884, el día diecisiete del cuarto mes del décimo año de Kwang-hsu, en cuatro impresiones (dos en francés y dos en chino), que los respectivos plenipotenciarios han firmado e impreso con sus sellos oficiales.
Cada uno de los plenipotenciarios ha conservado una copia de cada texto.
Firmado: Li Hung-chang. Firmado: Fournier.

## Consecuencias
El 6 de junio de 1884, de conformidad con el Artículo IV del Acuerdo de Tianjin, los franceses firmaron un nuevo Tratado de Hue con los vietnamitas, que establecía un protectorado francés sobre Annam y Tonkín y permitía a los franceses estacionar tropas en ambos territorios y colonizar  las principales localidades. La firma del tratado, que sustituyó al Tratado Harmand de agosto de 1883, estuvo acompañada de un importante gesto simbólico. El sello que el emperador de China entregó varias décadas antes al rey vietnamita Gia Long fue fundido en presencia de los plenipotenciarios francés y vietnamita, presagiando la renuncia de Vietnam a sus vínculos tradicionales con China.
En teoría, la conclusión del Acuerdo de Tianjin debería haber resuelto el enfrentamiento sobre Tonkín entre Francia y China. Sin embargo, Fournier no era un diplomático profesional y el acuerdo tenía varios cabos sueltos. En primer lugar, no estableció explícitamente una fecha límite para la retirada de las tropas chinas de Tonkín. Los franceses afirmaron que la retirada de las tropas se llevaría a cabo de inmediato, mientras que los chinos argumentaron que la retirada estaba supeditada a la conclusión del tratado integral. De hecho, la postura china fue una racionalización ex post facto, diseñada para justificar su falta de voluntad o incapacidad para poner en vigor los términos del acuerdo. El acuerdo fue extremadamente impopular en China y provocó una reacción violenta inmediata. Parte del gobierno pidió la destitución de Li Hongzhang, y sus oponentes políticos conspiraron para que se enviaran órdenes a las tropas chinas en Tonkín para que mantuvieran sus posiciones.
La intransigencia de los chinos resultó en un sangriento enfrentamiento entre tropas francesas y chinas cerca de Bac Le el 23 de junio de 1884, que sumió a ambos países en una nueva crisis. La negativa de China a pagar una indemnización por la emboscada de Bắc Lệ condujo directamente al estallido de la guerra franco-china el 23 de agosto de 1884.